# اولست
اولست (به هلندی: Olst) یک منطقهٔ مسکونی در هلند است که در الست-ویهه واقع شده‌است. اولست ۵٬۰۶۶ نفر جمعیت دارد.